# Nikola Bilyk
Nikola Bilyk (Tunisi, 28 novembre 1996) è un pallamanista austriaco di origine ucraina, terzino del Kiel e della nazionale austriaca.

## Palmares

### Competizioni nazionali
- Campionato austriaco: 1

Fivers: 2015-16
- ÖHB-Cup: 3

Fivers: 2012-13, 2014-15, 2015-16
- ÖHB-Supercup: 2

Fivers: 2013, 2014
- Handball-Bundesliga: 3

Kiel: 2019-20, 2020-21, 2022-23
- Coppa di Germania: 4

Kiel: 2016-17, 2018-19, 2021-22, 2024-25
- Supercoppa di Germania: 4

Kiel: 2020, 2021, 2022, 2023

### Competizioni internazionali
- EHF Champions League:  1

Kiel: 2019-20
- EHF Cup: 1

Kiel: 2018-19